# Abd al-Karim Kashmirí ben Aklibat Mahmud ben Bulaki ben Muhammad Rida
Abd al-Karim Kashmirí ben Aklibat Mahmud ben Bulaki ben Muhammad Rida (mort 1784) fou un historiador hindo-persa. Se sap que vivia a Delhi al moment en què aquesta ciutat fou saquejada per Nàdir-Xah Afxar, pel qual va entrar al servei com a mulasaddí. El 1741 era amb Nadir a Qazwin (Kazwin); va anar després a la Meca i tornà a Delhi el 1743.
Va escriure una història del seu temps des de la invasió de Delhi per Nadir fins al 1784 titulada Bayán-i wáki' 